# Raková u Konice
Raková u Konice – gmina w Czechach, w powiecie Prościejów, w kraju ołomunieckim. Według danych z dnia 1 stycznia 2012 liczyła 205 mieszkańców.